# Семчино (Московская область)
Семчино — деревня в Клинском районе Московской области, в составе Воздвиженского сельского поселению. Население — 14 чел. (2010). До 2006 года Семчино входило в состав Воздвиженского сельского округа.
Деревня расположена в северо-западной части района, примерно в 17 км к северо-западу от райцентра Клин, у истоков безымянного ручья, левого притока реки Яуза, высота центра над уровнем моря — 146 м. Ближайшие населённые пункты — Некрасино на юго-западе и Крюково на севере.
В Семчино родился Герой Советского Союза Николай Курятников.

## Население
| 2002 | 2006 | 2010 |
| ---- | ---- | ---- |
| 15   | ↘9   | ↗14  |